# 奧德加斯特湖
56°03′38″N 30°30′36″E / 56.06056°N 30.51000°E
奧德加斯特湖（俄语：Одгаст），是俄羅斯的湖泊，位於該國西北部，由普斯科夫州負責管轄，處於大盧基區，面積4.2平方公里，集水區面積13.2平方公里，平均水深3.7米，最大水深8米。